# Staryj Krym
Staryj Krym (ukr. Старий Крим) – osiedle typu miejskiego na Ukrainie, w obwodzie donieckim, w rejonie mariupolskim, w hromadzie Mariupol, nad Kalczykiem. W 2020 roku liczyło ok. 5,9 tys. mieszkańców.